# Edmond Deman
Pour les articles homonymes, voir Deman.
Edmond Deman est un libraire et éditeur d’art né le 26 mars 1857 à Bruxelles et mort le 9 février 1918 au Lavandou en France. 

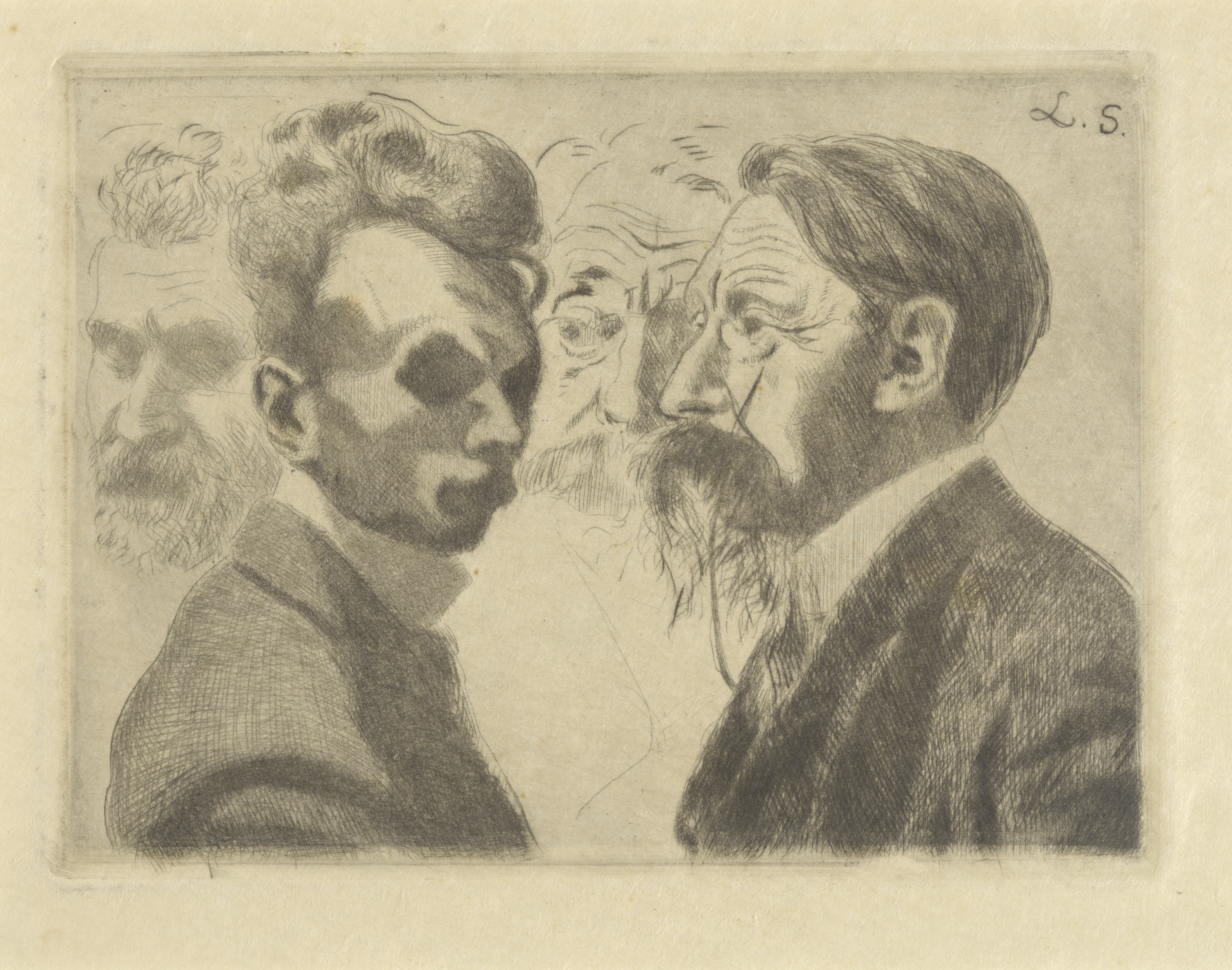
Autoportrait de Léon Spilliaert avec à droite Émile Verhaeren de profil et de face. L'on aperçoit dans le coin gauche le visage esquissé d'Edmond Deman.

Deman a été le principal éditeur des symbolistes belges. Il a travaillé en étroite collaboration depuis l'année 1890 avec la revue littéraire Le Réveil. Deman a édité entre autres la série Collection du Réveil où Les Villages Illusoires d’Émile Verhaeren et Trois petits drames pour marionnettes de Maurice Maeterlinck ont été publiés.
Edmond Deman a publié les œuvres de Stéphane Mallarmé, de Gustave Kahn, de Fernand Crommelynck, de Spilliaert, de James Ensor, de Georges Lemmen, de Fernand Khnopff et Théo van Rysselberghe.

## Biographie
Edmond Deman naît le 26 mars 1857 à Bruxelles au 10, rue de l'Empereur, où est actuellement établie la Bibliothèque royale de Belgique. Son père, un chapelier de Dunkerque, s'était installé en 1842 à Bruxelles. Deman étudie le droit à l'université catholique de Louvain et y rencontre les fondateurs du périodique avant-gardiste La Jeune Belgique, Émile Verhaeren et Iwan Gilkin. Il travaille avec eux à la rédaction de La Semaine des étudiants. En 1880, il interrompt ses études et épouse Constance Horwarth, née à Herstal le 16 octobre 1859 et surnommée Olga, une fille de commerçants d'origine hongroise qui tenaient un commerce de passementerie. Ensemble, ils ouvrent une salle de lecture, le Salon littéraire national, sise 20, rue d'Arenberg, qui fut ensuite rebaptisée La Lecture universelle. Cette maison, bien renommée à Bruxelles, est détruite pendant la Seconde Guerre mondiale. En 1882, le couple déménage au 28, rue d'Arenberg, et Deman publie son premier catalogue de livres. En 1887, il déménage au 89, rue de la Consolation, et la librairie est déplacée au 14, rue d'Arenberg. En 1888, La Lecture universelle déménage au 16 de la même rue et Deman publie ses premiers travaux, Les Soirs d'Émile Verhaeren et Les Poèmes d'Edgar Poe, traduction de Stéphane Mallarmé, avec des illustrations d’Édouard Manet. Auguste de Villiers de l'Isle-Adam loge chez les Deman. En 1891, le couple déménage de nouveau au 163, rue de la Chevalerie. En 1895, la salle de lecture compte 100 000 ouvrages. La librairie déménage en 1896 au 86, rue de la Montagne, alors que La Lecture universelle reste rue d'Arenberg. Le 9 février 1918, Edmond Deman décède en France dans sa propriété du Lavandou. Il est inhumé à Bormes-les-Mimosas.
Le couple a eu deux enfants, Gabrielle, née le 27 janvier 1881 et Paule, dite Paulette, née le 3 février 1886.